# Pomorze Zachodnie
Pomorze Zachodnie (n.đ. 'Tây Pomorze') là một tỉnh của Ba Lan, giáp biên giới với các bang Mecklenburg-Vorpommern và Brandenburg của Đức. Tỉnh lỵ là Szczecin. Tỉnh có diện tích 22.901,48 km². Dân số thời điểm giữa năm 2004 là 1.695.708 người.

## Các thành phố và thị xã
Tỉnh có 63 thành phố và thị xã. Các đô thị này được xếp theo thứ tự dân số giảm dần (số liệu dân số năm 2006):
| Szczecin (410.809) Koszalin (107.783) Stargard Szczeciński (70.534) Kołobrzeg (44.794) Świnoujście (40.899) Szczecinek (38.756) Police (34.284) Wałcz (26.140) Białogard (24.339) Goleniów (22.448) Gryfino (21.478) Nowogard (16.745) Gryfice (16.702) Choszczno (15.753) Świdwin (15.637) Darłowo (14.380) Barlinek (14.156) Dębno (13.903) Złocieniec (13.377) Sławno (13.314) Pyrzyce (12.642) | Myślibórz (11.867) Drawsko Pomorskie (11.465) Łobez (10.617) Trzebiatów (10.113) Kamień Pomorski (9.134) Połczyn-Zdrój (8.572) Chojna (7.187) Czaplinek (6.933) Sianów (6.543) Karlino (5.794) Międzyzdroje (5.436) Wolin (4.878) Bobolice (4.446) Resko (4.377) Borne Sulinowo (4.224) Płoty (4.142) Lipiany (4.124) Kalisz Pomorski (3.989) Barwice (3.838) Mieszkowice (3.553) Chociwel (3.285) | Maszewo (3.073) Węgorzyno (3.011) Recz (2.995) Polanów (2.967) Dziwnów (2.949) Golczewo (2.724) Pełczyce (2.698) Mirosławiec (2.633) Tychowo (c. 2.500) Trzcińsko-Zdrój (2.496) Dobrzany (2.420) Drawno (2.399) Człopa (2.390) Biały Bór (2.127) Dobra (2.028) Ińsko (2.001) Tuczno (1.965) Cedynia (1.653) Moryń (1.570) Suchań (1.446) Nowe Warpno (1.170) |